# Rue de l'Avre
La rue de l'Avre est une rue du 15e arrondissement de Paris, dans le quartier de Grenelle.

## Situation et accès

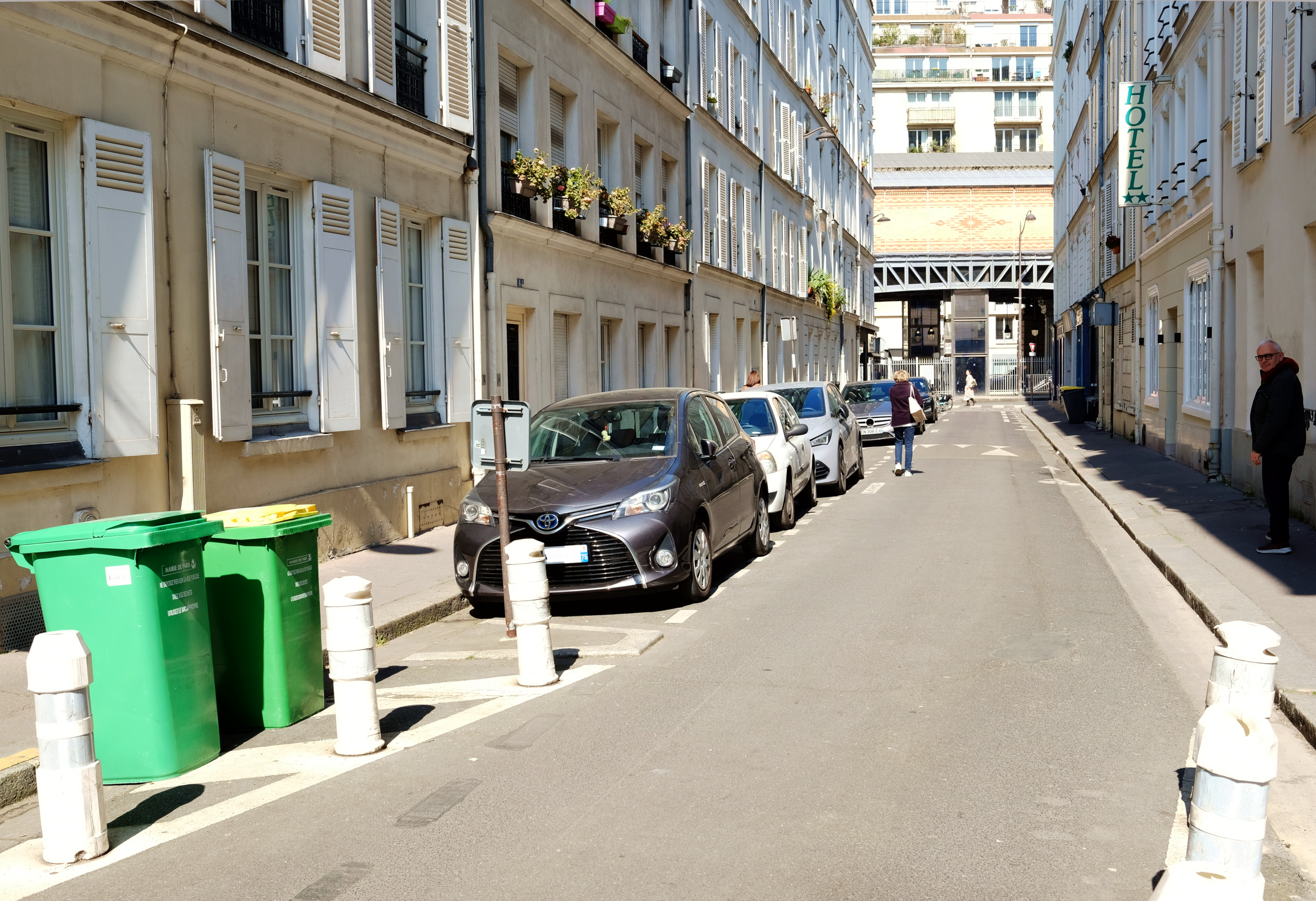
La rue de l'Avre en direction du boulevard de Grenelle (2025).

La rue de l'Avre commence boulevard de Grenelle, au nord-est, au niveau de la station de métro aérien La-Motte-Picquet - Grenelle, et se termine rue Letellier, au sud-ouest. Elle est longue de 152 m et large de 12 m.
Ce site est desservi par les stations de métro La Motte-Picquet - Grenelle et Avenue Émile Zola.

## Origine du nom
Son nom honore la rivière normande du même nom, l'Avre, ancienne frontière historique du duché de Normandie, située à la limite entre la Normandie et la région Centre-Val de Loire. En 1893 avait en effet été inauguré l'aqueduc de l'Avre, ouvrage d'art réalisé notamment par Fulgence Bienvenüe et Gustave Eiffel qui, depuis cette époque, achemine des eaux de source captées dans le bassin de l'Avre vers la capitale pour ses besoins en eau potable.

## Historique
Anciennement dénommée « passage Fougeat », elle fut appelée « rue de l'Avre » en 1894,.

## Bâtiments remarquables et lieux de mémoire
- Georges Ripart (1871-1945), dessinateur et graveur, naquit passage Fougeat, n°7, le 3 février 1871[3].
- Athanase Bassinet (1850-1914), homme politique, habita passage Fougeat au n°6 bis[4]. Il fut entrepreneur en travaux publics, conseiller municipal de Paris, conseiller général de la Seine, président du conseil général en 1895-1896, maire du XVe arrondissement et sénateur de la Seine de 1899 à 1914, inscrit au groupe de la Gauche démocratique.
- no 17 : Le foyer de Grenelle avec sa cour intérieure.

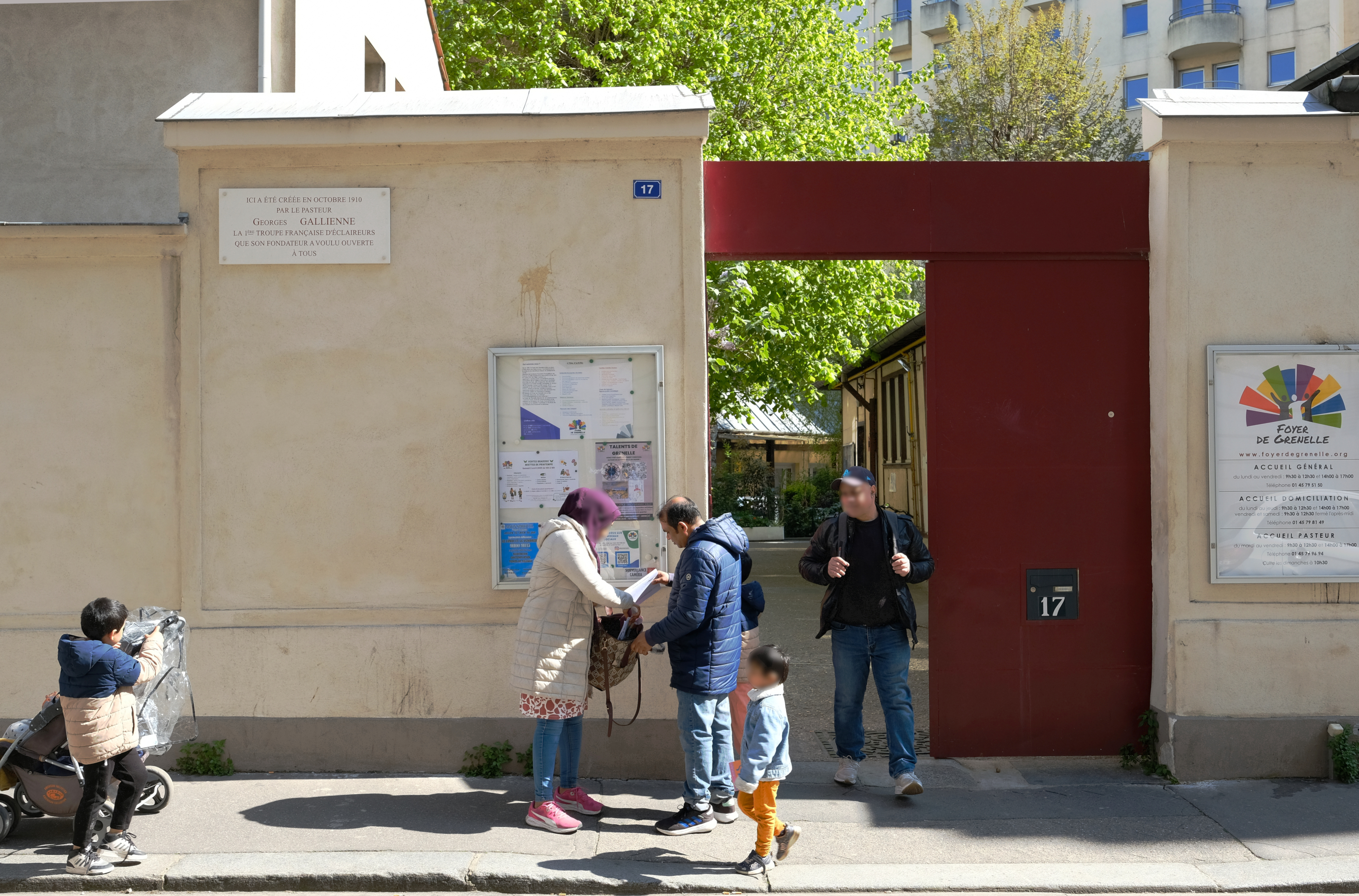
N°17 : entrée.
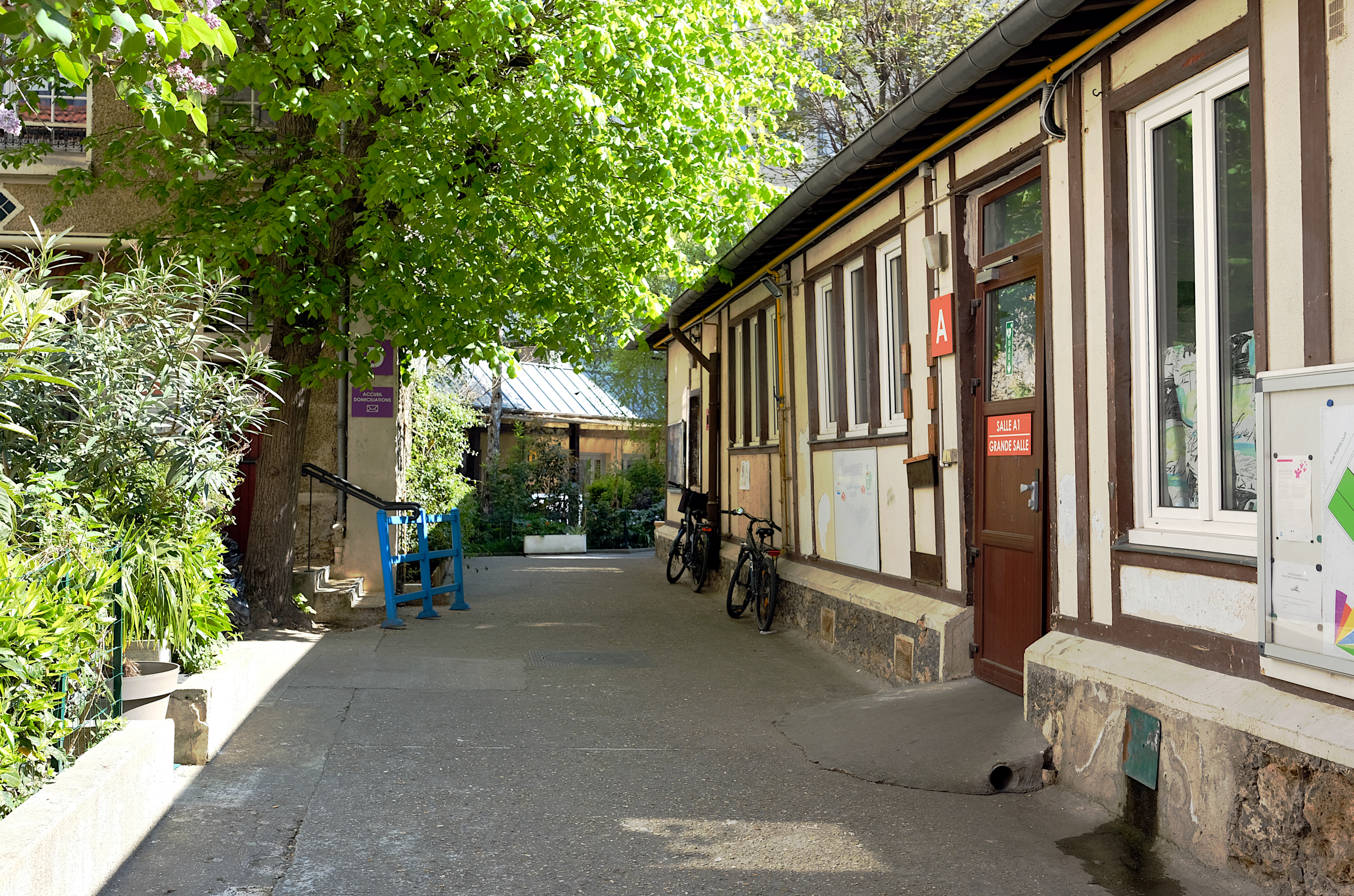
N°17 : allée.
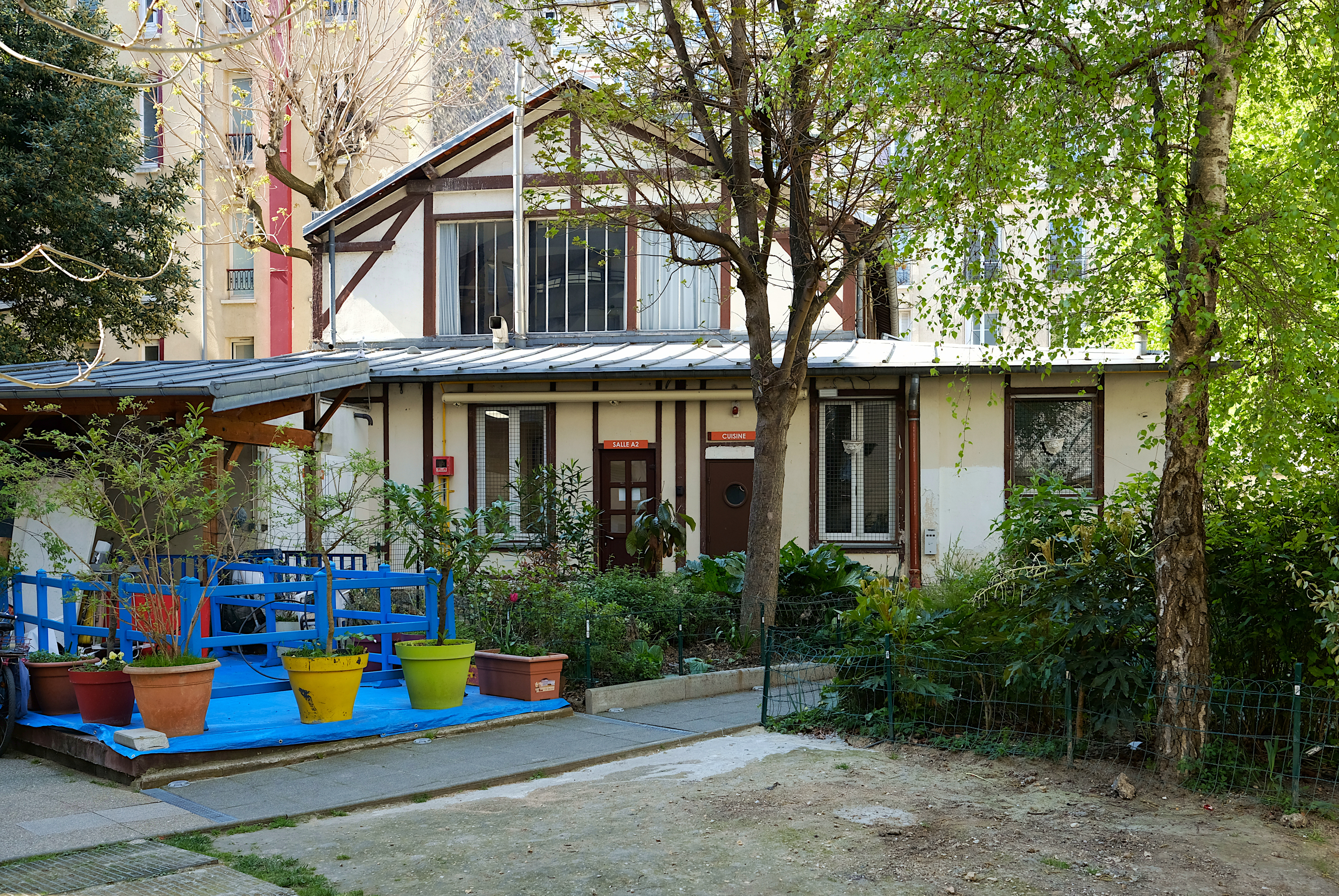
N°17 : pavillon.